# Sistema educativo de Austria
Austria tiene un sistema de escuelas públicas gratuitas con nueve años de educación obligatorios.
Posteriormente, el sistema ofrece una serie de estudios técnico-vocacionales y preuniversitarios, que van de uno a cuatro años adicionales al mínimo obligatorio.
El sistema se basa en la ley escolar de 1962, y el Ministerio Federal de Educación es el responsable de financiar y supervisar la educación primaria, secundaria y terciaria. La educación primaria y secundaria es administrada a nivel de estados.

## Universidades y Fachhochschulen
Austria cuenta con una larga tradición en Escuelas Superiores. Las universidades se rigen por la Ley para Universidades de 2002.
20 universidades y 6 academias de música y arte gozan del grado superior de autonomía y ofrecen un amplio espectro de programas de grado.
La Universidad de Viena, establecida en 1365, es la más antigua y grande del país. Otras universidades clásicas del país son la Universidad de Graz y la Universidad de Innsbruck. Una universidad más joven es la Universidad de Linz, que tiene un campus.
En los años 1990, se introdujo las Fachhochschulen o "Universidades de Ciencias Aplicadas"
en adición a las universidades tradicionales. El entrenamiento en la Fachhochschule es más ajustada a profesiones de aplicación práctica, por lo que los estudiantes tienen mucho menos libertad en escoger cual y cuantos cursos tomaran en un semestre. Su duración es normalmente 4 años. Se requiere tomar cursos adicionales para transferirse a una universidad regular.

## Grados académicos
Los estudiantes deben inscrirse en uno o más campos de estudios, en los cuales esperan
graduarse después de cuatro o seis años.
Desde los años 1970, el primer grado es el Magíster (Maestría o Mag.) en ciencias económicas, humanidades o ciencias sociales (que incluye escuelas de negocios, que también toman cuatro años), leyes y ciencias naturales. El primer grado en ingeniería y agricultura es el Diploma de Ingeniero (Dipl.-Ing. o DI). 
Medicina es la única materia donde un doctorado es el primer grado (después de al menos 6 años), sin el requerimiento de hacer una disertación.
En la mayoría de los campos, los estudiantes necesitan realizar un Diplomarbeit, o sea un informe de investigación con un promedio de 100 páginas o más. Los requisitos varían según el campo.
Cualquier graduado puede inscribirse en un programa de grado de doctorado (Dr.), el cual usualmente requiere tomar unos pocos seminarios de investigación y hacer una disertación exhaustiva. Sin embargo, en campos como negocios y leyes, la mayoría de las disertaciones son no comparables en innovación académica a aquellas de los doctorados anglo-americanos (Ph.D.).
Para llegar a ser profesor, es necesario obtener una habilitación después del doctorado.
Los postgrados tales como Máster en Derecho y Maestría en Administración de Empresas fueron introducidos sólo en los años 1990 y están completamente fuera del sistema educacional regular.
Sin embargo, con el proceso de Bolonia, Austria se ha comprometido en transformar su sistema en la estructura inglesa de distinciones entre los grados de Bachelor y Master (de 3–4 y 1–2 años respectivamente).

## Idioma en la educación
La enseñanza se dicta en alemán.
Los extranjeros deben acreditar dominio del idioma alemán a través del examen DaF (Deutsch als Fremdsprache).